# French Open 2014 – čtyřhra legend do 45 let
Čtyřhra legend do 45 let na French Open 2014 byla hrána v rámci dvou tříčlenných skupin. V základní skupině se páry utkaly systémem „každý s každým“. Vítězná dvojice z každé skupiny postoupila do finále.
Obhájcem titulu byli zástupci francouzského tenisu Cédric Pioline a Fabrice Santoro, kteří nestartovali společně. Pioline již nastoupil do paralelně probíhající soutěže legend nad 45 let. Spoluhráčem Santora se stal krajan Sébastien Grosjean, s nímž odehrál základní fázi.
Titul vyhrála francouzská dvojice Mansour Bahrami a Fabrice Santoro, která ve finále zdolala krajanský pár Arnaud Clément a Nicolas Escudé po rovnocenném rozdělení úvodních dvou sad 6–2, 2–6, až v supertiebreaku poměrem míčů [11–9]

## Pavouk
| Legenda                                                       |                                                                        |                                                   |
| - Q – kvalifikant - WC – divoká karta - LL – šťastný poražený | - Alt – náhradník - SE – zvláštní výjimka - PR/SR – žebříčková ochrana | - w/o – bez boje - r – skreč - d – diskvalifikace |

### Finále
| Finále |                                 |   |   |      |
|        |                                 |   |   |      |
|        |                                 |   |   |      |
| A1     | Arnaud Clément Nicolas Escudé   | 2 | 6 | [9]  |
| B1     | Mansour Bahrami Fabrice Santoro | 6 | 2 | [11] |

### Skupina A
|    |                               | A Clément N Escudé | A Costa C Moyà   | T Enqvist G Gaudio | Zápasy | Sety | Hry   | Pořadí |
| A1 | Arnaud Clément Nicolas Escudé |                    | 6–3, 4–6, [10–8] | 6–4, 6–4           | 2–0    | 4–1  | 23–17 | 1.     |
| A2 | Albert Costa Carlos Moyà      | 3–6, 6–4, [8–10]   |                  | 6–4, 7–6(8–6)      | 1–1    | 3–2  | 23–21 | 2.     |
| A3 | Thomas Enqvist Gastón Gaudio  | 4–6, 4–6           | 4–6, 6–7(6–8)    |                    | 0–2    | 0–4  | 18–25 | 3.     |

Pořadí bylo určeno na základě následujících kritérií: 1) počet vyhraných utkání; 2) počet odehraných utkání; 3) u tří párů se stejným počtem výher rozhodovalo: a) procento vyhraných setů, b) procento vyhraných her; 5) rozhodnutí řídící komise.

### Skupina B
|    |                                    | S Grosjean F Santoro | S Bruguera A Medveděv | G Ivanišević T Woodbridge | Zápasy | Sety | Hry   | Pořadí |
| B1 | Sébastien Grosjean Fabrice Santoro |                      | 4–6, 6–3, [10–6]      | 3–6, 6–4, [10–7]          | 2–0    | 4–2  | 20–20 | 1.     |
| B2 | Sergi Bruguera Andrej Medveděv     | 6–4, 3–6, [6–10]     |                       | 4–6, 4–6                  | 0–2    | 1–4  | 17–23 | 3.     |
| B3 | Goran Ivanišević Todd Woodbridge   | 6–3, 4–6, [7–10]     | 6–4, 6–4              |                           | 1–1    | 3–2  | 22–18 | 2.     |

Pořadí bylo určeno na základě následujících kritérií: 1) počet vyhraných utkání; 2) počet odehraných utkání; 3) u tří párů se stejným počtem výher rozhodovalo: a) procento vyhraných setů, b) procento vyhraných her; 5) rozhodnutí řídící komise.